# La Chapelle-Saint-Laurent
La Chapelle-Saint-Laurent é uma comuna francesa na região administrativa da Nova Aquitânia, no departamento de Deux-Sèvres. Estende-se por uma área de 28,85 km². Em 2010 a comuna tinha 2 043 habitantes (densidade: 70,8 hab./km²).